# Kaczory (gmina)

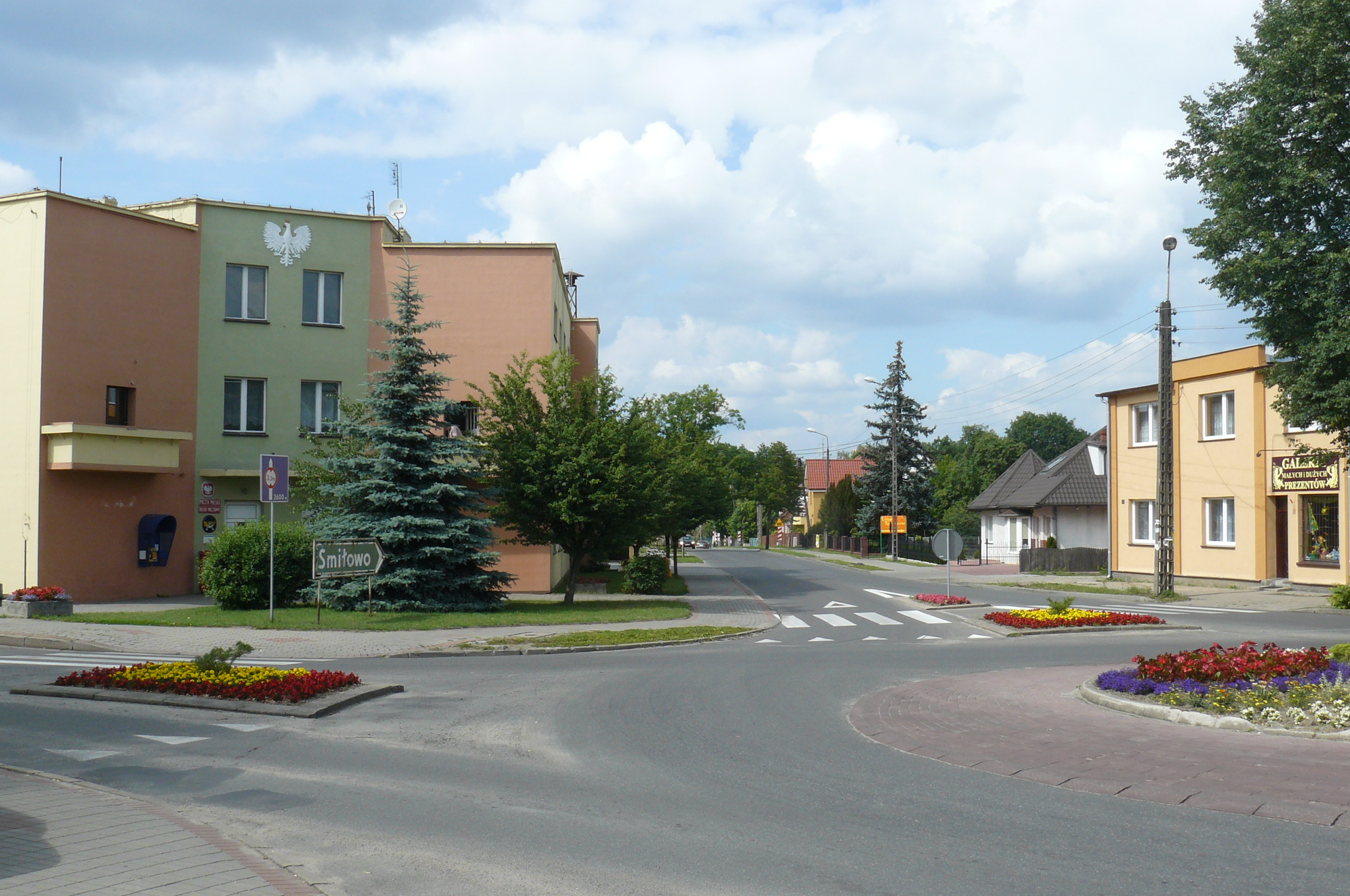
Siedziba Urzędu Miasta i Gminy w Kaczorach

Kaczory – gmina miejsko-wiejska w województwie wielkopolskim, w powiecie pilskim. W latach 1975–1998 gmina położona była w województwie pilskim.
Siedziba gminy to Kaczory.
Według danych z 13 kwietnia 2007 gminę zamieszkiwało 7560 osób.
Na terenie gminy funkcjonuje prywatne lądowisko Śmiłowo.

## Struktura powierzchni
Według danych z roku 2002 gmina Kaczory ma obszar 150,01 km², w tym:
- użytki rolne: 48%
- użytki leśne: 42%

Gmina stanowi 11,84% powierzchni powiatu.

## Demografia
Dane z 30 czerwca 2004:
| Opis                              | Ogółem | Ogółem | Kobiety | Kobiety | Mężczyźni | Mężczyźni |
| --------------------------------- | ------ | ------ | ------- | ------- | --------- | --------- |
| jednostka                         | osób   | %      | osób    | %       | osób      | %         |
| populacja                         | 7483   | 100    | 3746    | 50,1    | 3737      | 49,9      |
| gęstość zaludnienia (mieszk./km²) | 49,9   | 49,9   | 25      | 25      | 24,9      | 24,9      |

- Piramida wieku mieszkańców gminy Kaczory w 2014 roku[1].

## Sołectwa
MiastoKaczory
Miejscowości sołeckie wiejskieBrodna, Dziembowo, Dziembówko, Jeziorki, Krzewina, Morzewo, Prawomyśl, Równopole, Rzadkowo, Śmiłowo, Zelgniewo.
Miejscowości bez statusu sołectwaByszewice, Garncarsko, Kalina, Śmiłowo (leśniczówka).

## Sąsiednie gminy
Chodzież, Krajenka, Miasteczko Krajeńskie, Piła, Ujście, Wysoka